# Francisco Pimentel
Francisco Javier Pimentel y Heras Soto (Aguascalientes, Aguascalientes (aleshores Zacatecas), 2 de desembre de 1832 - Ciutat de Mèxic, 14 de desembre de 1893) va ser un escriptor, historiador, lingüista, indigenista i acadèmic mexicà. Va ser hereu dels títols de comte d'Heras i vescomte de Queréndaro, ja que la seva mare era Mariana Heras Soto, filla del comte.

## Biografia
Els seus pares foren Tomás López Pimentel —diputat, senador i condecorat per Antonio López de Santa Anna i Maximilià d'Habsburg— i Mariana Heras Soto. Des de 1834 es va traslladar a la ciutat de Mèxic on va realitzar els seus estudis. Va ser regidor i secretari de l'Ajuntament de Mèxic. Durant el desenvolupament del Segon Imperi Mexicà va ser prefecte polític, però va renunciar al seu càrrec. Va col·laborar per al periòdic satíric La Orquesta.
En 1875 fou un dels fundadors de l'Academia Mexicana de la Lengua, hi ingressà l'11 de setembre i ocupà la cadira IX com a membre de número. Presidí el Liceo Hidalgo, va rebre un reconeixement pels seus estudis de lingüística i de filologia per la Académie des sciences de França. Va rebre reconeixements per part de la Sociedad Mexicana de Geografía y Estadística i per part de l'Institut Smithsonià de Washington, D.C.. En 1885 escribí Historia crítica de la poesía en México, que fou editada en 1892 i que fou considerada per Luis G. Urbina como una obra de gran utilitat per a la investigació literària de Mèxic.
No obstant això, fou un dur crític de la poesia de Juana Inés de la Cruz a causa que era seguidor del corrent antigongoriana i anticonceptista. D'altra banda, també va ser crític d'Ignacio Ramírez i de Manuel Acuña. Pimentel patí un descrèdit per les crítiques que fer als seus contemporanis i per la seva posició política, ja que en fer costat al règim imperial va sofrir l'animadversió d'altres literatges. Alguns altres com Ignacio Manuel Altamirano i José María Vigil sí que van reconèixer el seu treball. Altamirano i Pimentel van coincidir en diverses idees per desenvolupar la literatura mexicana, però van discrepar en els seus punts de vista, ja que el primer era liberal i el segon conservador. A pesar que Pimentel va realitzar grans aportacions per a l'estudi de les llengües indígenes, no va conèixer aquesta literatura i va pronosticar de forma equivocada la seva ràpida desaparició.
En el plànol internacional, va catalogar com "depravada" a la literatura francesa d'Eugène Sue, Victor Hugo i Émile Zola. Fou admirador de l'Estètica de Hegel i concordà amb les idees filosòfiques de Friedrich Schlegel i Johann Gottlieb Fichte. Es casà amb María Gómez Fagoaga, i va tenir dos fills: Jacinto i Fernando, aquest darrer president de l'Ajuntament de Mèxic i director del Banco Central.

## Obres
Va escriure els capítols "Texcoco", "Michoacán" i "Toltecas" per al Diccionario universal de historia y geografía. Detectà un error de Francisco Xavier Clavijero que havia estat assimilat per Alexander von Humboldt, i William H. Prescott. Les seves obres completes, van ser editades pels seus fills Jacinto i Fernando, i prologades per Francisco Sosa Escalante, entre elles hi ha:
- Cuadro descriptivo y comparativo de las lenguas indígenas de México
- Lingüística. Discursos y disertaciones
- Tratado de filología mexicana
- Memoria sobre las causas que han originado la situación actual de la raza indígena de México y medios de remediarla[7]
- La economía política aplicada a la propiedad territorial en México
- Impugnación al discurso sobre la poesía erótica de los griegos
- El reino de Michoacán
- Los toltecas
- La monarquía de Texcoco
- Las fábulas de don José Rosas
- Safo
- Breve impugnación a la censura que de la "Historia crítica de la literatura y de las ciencias de México" hizo don Francisco Gómez Flores
- Breves observaciones a los escritos de don Marcelino Menéndez y Pelayo, relativos a autores mexicanos
- Algunas observaciones contra el espiritismo, hechas verbalmente en el Liceo Hidalgo
- Descripción sinóptica de algunos idiomas indígenas de la República mexicana
- Historia crítica de la poesía en México
- Novelistas y oradores mexicanos
- La colonización negra